# Talijanska vaterpolska reprezentacija
Talijanska vaterpolska reprezentacija predstavlja državu Italiju u športu vaterpolu.
Jedina ima osvojena četiri zlata na svjetskim prvenstvima.
Nadimak ove reprezentacije je settebello.

## Nastupi na velikim natjecanjima

### Olimpijske igre
- 1920.: četvrtzavršnica
- 1924.: četvrtzavršnica
- 1948.:  zlato
- 1952.:  bronca
- 1956.: 4. mjesto
- 1960.:  zlato
- 1964.: 4. mjesto
- 1968.: 4. mjesto
- 1972.: 6. mjesto
- 1976.:  srebro
- 1980.: 8. mjesto
- 1984.: 7. mjesto
- 1988.: 7. mjesto
- 1992.:  zlato
- 1996.:  bronca
- 2000.: 5. mjesto
- 2004.: 8. mjesto
- 2008.: 9. mjesto
- 2012.:  srebro
- 2016.:  bronca
- 2020.: 7. mjesto

### Svjetska prvenstva
- 1973.: 4. mjesto
- 1975.:  bronca
- 1978.:  zlato
- 1982.: 9. mjesto
- 1986.:  srebro
- 1991.: 6. mjesto
- 1994.:  zlato
- 1998.: 5. mjesto
- 2001.: 4. mjesto
- 2003.:  srebro
- 2005.: 8. mjesto
- 2007.: 5. mjesto
- 2009.: 11. mjesto
- 2011.:  zlato
- 2013.: 4. mjesto
- 2019.:  zlato
- 2022.:  srebro

### Svjetski kupovi
- 1979.: 6. mjesto
- 1983.:  bronca
- 1985.: 5. mjesto
- 1987.: 5. mjesto
- 1989.:  srebro
- 1993.:  zlato
- 1995.:  srebro
- 1997.: 5. mjesto
- 1999.:  srebro
- 2002.: 4. mjesto
- 2006.: 5. mjesto

### Svjetske lige
- 2003.:  srebro
- 2004.: 4. mjesto
- 2008.: 7. mjesto
- 2009.: 5. mjesto
- 2011.:  srebro
- 2012.:  bronca
- 2017.:  srebro
- 2020.: 4. mjesto

### Europska prvenstva
- 1927.: 12. mjesto
- 1934.: 9. mjesto
- 1938.: 5. mjesto
- 1947.:  zlato
- 1950.: 4. mjesto
- 1954.:  bronca
- 1958.: 4. mjesto
- 1962.: 8. mjesto
- 1966.: 4. mjesto
- 1970.: 4. mjesto
- 1974.: 5. mjesto
- 1977.:  bronca
- 1981.: 5. mjesto
- 1983.: 7. mjesto
- 1985.: 4. mjesto
- 1987.:  bronca
- 1989.:  bronca
- 1991.: 4. mjesto
- 1993.:  zlato
- 1995.:  zlato
- 1997.: 6. mjesto
- 1999.:  bronca
- 2001.:  srebro
- 2003.: 9. mjesto
- 2006.: 5. mjesto
- 2008.: 5. mjesto
- 2010.:  srebro
- 2012.: 4. mjesto
- 2014.:  bronca
- 2016.: 6. mjesto
- 2018.: 4. mjesto
- 2020.: 6. mjesto
- 2022.: 4. mjesto
- 2024.:  bronca

### Europski kupovi
- 2018.:  bronca
- 2019.: 4. mjesto

### Mediteranske igre
- 1951.: isključeni
- 1955.:  zlato
- 1959.:  srebro
- 1963.:  zlato
- 1967.:  srebro
- 1971.:  srebro
- 1975.:  zlato
- 1979.:  srebro
- 1983.:  bronca
- 1987.:  zlato
- 1991.:  zlato
- 1993.:  zlato
- 1997.: 4. mjesto
- 2001.:  srebro
- 2005.:  srebro
- 2009.:  bronca
- 2013.: 4. mjesto

## Povijest
Slava talijanske izabrane postave je počela na OI 1948. u Londonu, kada su Talijani, ondašnji aktualni europski prvaci s EP-a godinu prije, osvojili prvo zlatno olimpijsko odličje u sastavu: Pasquale Buonocore, Emilio Bulgarelli, Mario Majoni, Cesare Rubini, Geminio Ognio, Gianfranco Pandolfini, Aldo Ghira, Gildo Arena e Tullo Pandolfini (Luigi Fabiano, Alfredo Toribolo). 

Na putu do zlatnog odličja, talijanska je vrsta pobijedila Australiju s 9:0, s Jugoslavijom odigrala 4:4, pobijedila Mađarsku s 4:3, Egipat s 5:1, Francusku s 5:2, Belgiju s 4:2 i Nizozemsku s 4:2.

## Sastavi na svjetskim prvenstvima
- 1973.:
- 1975.:
- 1978.: Alberto Alberani, Silvio Baracchini, Romeo Collina, Gianni de Magistris, Massimo Fondelli, Marco Galli, Sante Marsili, Alessandro Ghibellini, Paolo Ragosa, Mario Scotti-Galletta, Rolando Simeoni[1]
- 1982.:
- 1986.: tr. Fritz Dennerlein
- 1991.:
- 1994.: Alesandro Bovo, Roberto Calcaterra, Alessandro Campagna, Marco D'Altrui, Massimiliano Ferretti, Mario Fiorillo, Ferdinando Gandolfi, Amedeo Pomillio, Franco Porzio, Giuseppe Porzio, Carlo Silipo[1]
- 1998.:
- 2001.:
- 2003.:
- 2005.:
- 2007.:
- 2009.:
- 2011.:  Stefano Tempesti, Amaurys Perez, Niccolo Gitto, Pietro Figlioli, Alex Giorgetti, Maurizio Felugo, Niccolo Figari, Valentino Gallo, Christian Presciutti, Deni Fiorentini, Matteo Aicardi, Amaldo Deserti, Giacomo Pastorino
- 2019.: Marco Del Lungo, Francesco Di Fulvio, Stefano Luongo, Pietro Figlioli, Edoardo Di Somma, Alessandro Velotto, Vincenzo Renzuto, Gonzalo Echenique, Niccolò Figari, Michaël Bodegas, Matteo Aicardi, Vincenzo Dolce, Gianmarco Nicosia; izbornik Alessandro Campagna

## Sastav
| Ime i prezime        | Klub      |
| -------------------- | --------- |
| Matteo Aicardi       | Savona    |
| Zeno Bertoli         | Posillipo |
| Arnaldo Deserti      | Bogliasco |
| Maurizio Felugo      | Pro Recco |
| Pietro Figlioli      | Pro Recco |
| Deni Fiorentini      | Savona    |
| Valentino Gallo      | Posillipo |
| Massimo Giacoppo     | Savona    |
| Niccolò Gitto        | Brescia   |
| Stefano Luongo       | Sori      |
| Giacomo Pastorino    | Savona    |
| Christian Presciutti | Brescia   |
| Stefano Tempesti     | Pro Recco |
| Alessandro Campagna  |           |